# Olympische Sommerspiele 2024/Handball – Männer
Das Handballturnier der Männer bei den Olympischen Spielen 2024 in Paris fand vom 27. Juli bis 11. August 2024 statt. Austragungsort war die Arena Paris Sud 6 für die Spiele der Vorrunde sowie das Stade Pierre-Mauroy in Lille für die K.-o.-Phase. Das Team aus Dänemark gewann das Turnier.

## Qualifikation
Für das olympische Turnier qualifizierten sich der Weltmeister 2023 sowie die jeweils besten, noch nicht qualifizierten Mannschaften der vier kontinentalen Meisterschaften. Frankreich war als Gastgeber automatisch qualifiziert. Zudem gab es im März 2024 drei Qualifikationsturniere in Granollers, Hannover und Tatabánya. Die besten beiden Mannschaften jeder Vierergruppe qualifizierten sich für das olympische Turnier.
| Gastgeber                      | Frankreich           |
| Weltmeisterschaft 2023         | Dänemark             |
| Panamerikanische Spiele 2023   | Argentinien          |
| Europameisterschaft 2024       | Schweden             |
| Asiatische Qualifikation       | Japan                |
| Afrikameisterschaft 2024       | Ägypten              |
| Olympiaqualifikationsturnier 1 | Spanien Slowenien    |
| Olympiaqualifikationsturnier 2 | Kroatien Deutschland |
| Olympiaqualifikationsturnier 3 | Norwegen Ungarn      |

Am olympischen Turnier haben die Teams aus Dänemark, Spanien, Kroatien, Norwegen, Ungarn, Deutschland, Slowenien, Frankreich, Schweden, Ägypten, Argentinien und Japan teilgenommen.

## Turnierverlauf

### Vorrunde

#### Auslosung
Für die Auslosung der zwei Vorrundengruppen am 16. April 2024 in Créteil wurden die zwölf qualifizierten Mannschaften in sechs Lostöpfe zugeordnet. In Topf 1 Dänemark und Spanien, in Top 2 Kroatien und Norwegen, in Topf 3 Ungarn und Deutschland, in Topf 4 Slowenien und Frankreich, in Topf 5 Schweden und Ägypten, in Topf 6 Argentinien und Japan.

#### Gruppe A
| Pl. | Land        | Sp. | S | U | N | Tore      | Diff. | Punkte |
| --- | ----------- | --- | - | - | - | --------- | ----- | ------ |
| 1.  | Deutschland | 5   | 4 | 0 | 1 | 0162:1440 | +18   | 8      |
| 2.  | Slowenien   | 5   | 3 | 0 | 2 | 0140:1420 | −2    | 6      |
| 3.  | Spanien     | 5   | 3 | 0 | 2 | 0151:1480 | +3    | 6      |
| 4.  | Schweden    | 5   | 3 | 0 | 2 | 0158:1390 | +19   | 6      |
| 5.  | Kroatien    | 5   | 2 | 0 | 3 | 0148:1560 | −8    | 4      |
| 6.  | Japan       | 5   | 0 | 0 | 5 | 0143:1730 | −30   | 0      |

Bei Punktgleichheit entschied der direkte Vergleich. Die drei Teams mit je sechs Punkten (Slowenien, Spanien, Schweden) hatten je zwei Punkte aus den Begegnungen untereinander, Slowenien mit +2 Toren das bessere Torverhältnis aus diesen Spielen vor Spanien (±0) und Schweden (−2).
| Legende | Legende                            |
| ------- | ---------------------------------- |
| _       | qualifiziert für das Viertelfinale |

| 27. Juli 2024 9:00 Uhr | Spanien                 | 25:22        | Slowenien                | Arena Paris Sud 6, Paris Zuschauer: 5776 Schiedsrichter: Charlotte Bonaventura, Julie Bonaventura |
| 27. Juli 2024 9:00 Uhr | meiste Tore: A. Gómez 7 | (8:11)       | meiste Tore: D. Bombač 5 | Arena Paris Sud 6, Paris Zuschauer: 5776 Schiedsrichter: Charlotte Bonaventura, Julie Bonaventura |
| 27. Juli 2024 9:00 Uhr | Strafen: 3×             | Spielbericht | Strafen: 5×              | Arena Paris Sud 6, Paris Zuschauer: 5776 Schiedsrichter: Charlotte Bonaventura, Julie Bonaventura |

| 27. Juli 2024 14:00 Uhr | Kroatien                   | 30:29        | Japan                       | Arena Paris Sud 6, Paris Zuschauer: 5749 Schiedsrichter: Lars Jørum, Håvard Kleven |
| 27. Juli 2024 14:00 Uhr | meiste Tore: M. Šoštarić 6 | (13:18)      | meiste Tore: K. Yasuhira 10 | Arena Paris Sud 6, Paris Zuschauer: 5749 Schiedsrichter: Lars Jørum, Håvard Kleven |
| 27. Juli 2024 14:00 Uhr | Strafen: 3×                | Spielbericht | Strafen: 4×                 | Arena Paris Sud 6, Paris Zuschauer: 5749 Schiedsrichter: Lars Jørum, Håvard Kleven |

| 27. Juli 2024 19:00 Uhr | Deutschland              | 30:27        | Schweden                | Arena Paris Sud 6, Paris Schiedsrichter: Mads Hansen, Jesper Madsen |
| 27. Juli 2024 19:00 Uhr | meiste Tore: R. Uščins 8 | (12:11)      | meiste Tore: H. Wanne 8 | Arena Paris Sud 6, Paris Schiedsrichter: Mads Hansen, Jesper Madsen |
| 27. Juli 2024 19:00 Uhr | Strafen: 1×              | Spielbericht | Strafen: 2×             | Arena Paris Sud 6, Paris Schiedsrichter: Mads Hansen, Jesper Madsen |

| 29. Juli 2024 9:00 Uhr | Japan                      | 26:37        | Deutschland              | Arena Paris Sud 6, Paris Schiedsrichter: Ádám Bíró, Olivér Kiss |
| 29. Juli 2024 9:00 Uhr | meiste Tore: N. Fujisaka 6 | (10:21)      | meiste Tore: R. Uščins 7 | Arena Paris Sud 6, Paris Schiedsrichter: Ádám Bíró, Olivér Kiss |
| 29. Juli 2024 9:00 Uhr | Strafen: 3×                | Spielbericht | Strafen: 1×              | Arena Paris Sud 6, Paris Schiedsrichter: Ádám Bíró, Olivér Kiss |

| 29. Juli 2024 11:00 Uhr | Slowenien                          | 31:29        | Kroatien                                              | Arena Paris Sud 6, Paris Zuschauer: 5767 Schiedsrichter: Gjorgji Načevski, Slave Nikolov |
| 29. Juli 2024 11:00 Uhr | meiste Tore: B. Janc, A. Vlah je 8 | (13:13)      | meiste Tore: M. Šoštarić, Z. Srna, I. Martinović je 5 | Arena Paris Sud 6, Paris Zuschauer: 5767 Schiedsrichter: Gjorgji Načevski, Slave Nikolov |
| 29. Juli 2024 11:00 Uhr | Strafen: 1× 5×                     | Spielbericht | Strafen: 1× 8× 1×                                     | Arena Paris Sud 6, Paris Zuschauer: 5767 Schiedsrichter: Gjorgji Načevski, Slave Nikolov |

| 29. Juli 2024 16:00 Uhr | Schweden                                             | 29:26        | Spanien                     | Arena Paris Sud 6, Paris Zuschauer: 5764 Schiedsrichter: Václav Horáček, Jiří Novotný |
| 29. Juli 2024 16:00 Uhr | meiste Tore: S. Karlsson, L. Pellas, Bergendahl je 5 | (11:11)      | meiste Tore: D. Fernández 7 | Arena Paris Sud 6, Paris Zuschauer: 5764 Schiedsrichter: Václav Horáček, Jiří Novotný |
| 29. Juli 2024 16:00 Uhr | Strafen: 1× 4×                                       | Spielbericht | Strafen: 1× 5×              | Arena Paris Sud 6, Paris Zuschauer: 5764 Schiedsrichter: Václav Horáček, Jiří Novotný |

| 31. Juli 2024 11:00 Uhr | Kroatien                     | 31:26        | Deutschland             | Arena Paris Sud 6, Paris Zuschauer: 5774 Schiedsrichter: Václav Horáček, Jiří Novotný |
| 31. Juli 2024 11:00 Uhr | meiste Tore: I. Martinović 9 | (15:13)      | meiste Tore: J. Golla 8 | Arena Paris Sud 6, Paris Zuschauer: 5774 Schiedsrichter: Václav Horáček, Jiří Novotný |
| 31. Juli 2024 11:00 Uhr | Strafen: 1× 5× 1×            | Spielbericht |                         | Arena Paris Sud 6, Paris Zuschauer: 5774 Schiedsrichter: Václav Horáček, Jiří Novotný |

| 31. Juli 2024 14:00 Uhr | Spanien                     | 37:33        | Japan                                      | Arena Paris Sud 6, Paris Zuschauer: 5813 Schiedsrichter: Ivan Pavićević, Miloš Ražnatović |
| 31. Juli 2024 14:00 Uhr | meiste Tore: K. Odriozola 6 | (20:18)      | meiste Tore: K. Yasuhira, N. Fujisaka je 7 | Arena Paris Sud 6, Paris Zuschauer: 5813 Schiedsrichter: Ivan Pavićević, Miloš Ražnatović |
| 31. Juli 2024 14:00 Uhr | Strafen: 1×                 | Spielbericht | Strafen: 1×                                | Arena Paris Sud 6, Paris Zuschauer: 5813 Schiedsrichter: Ivan Pavićević, Miloš Ražnatović |

| 31. Juli 2024 16:00 Uhr | Slowenien               | 29:24        | Schweden                | Arena Paris Sud 6, Paris Zuschauer: 5813 Schiedsrichter: Arthur Brunner, Morad Salah |
| 31. Juli 2024 16:00 Uhr | meiste Tore: B. Janc 10 | (15:14)      | meiste Tore: H. Wanne 6 | Arena Paris Sud 6, Paris Zuschauer: 5813 Schiedsrichter: Arthur Brunner, Morad Salah |
| 31. Juli 2024 16:00 Uhr | Strafen: 1× 4× 1×       | Spielbericht | Strafen: 1× 3× 1×       | Arena Paris Sud 6, Paris Zuschauer: 5813 Schiedsrichter: Arthur Brunner, Morad Salah |

| 2. August 2024 14:00 Uhr | Kroatien                     | 27:38        | Schweden                 | Arena Paris Sud 6, Paris Zuschauer: 5774 Schiedsrichter: Charlotte Bonaventura, Julie Bonaventura |
| 2. August 2024 14:00 Uhr | meiste Tore: I. Martinović 8 | (15:18)      | meiste Tore: L. Pellas 9 | Arena Paris Sud 6, Paris Zuschauer: 5774 Schiedsrichter: Charlotte Bonaventura, Julie Bonaventura |
| 2. August 2024 14:00 Uhr | Strafen: 1× 4×               | Spielbericht | Strafen: 3×              | Arena Paris Sud 6, Paris Zuschauer: 5774 Schiedsrichter: Charlotte Bonaventura, Julie Bonaventura |

| 2. August 2024 16:00 Uhr | Deutschland              | 33:31        | Spanien                  | Arena Paris Sud 6, Paris Zuschauer: 5774 Schiedsrichter: Gjorgji Načevski, Slave Nikolov |
| 2. August 2024 16:00 Uhr | meiste Tore: R. Uščins 8 | (20:18)      | meiste Tore: A. Gómez 10 | Arena Paris Sud 6, Paris Zuschauer: 5774 Schiedsrichter: Gjorgji Načevski, Slave Nikolov |
| 2. August 2024 16:00 Uhr | Strafen: 5×              | Spielbericht | Strafen: 3×              | Arena Paris Sud 6, Paris Zuschauer: 5774 Schiedsrichter: Gjorgji Načevski, Slave Nikolov |

| 2. August 2024 19:00 Uhr | Japan                      | 28:29        | Slowenien               | Arena Paris Sud 6, Paris Zuschauer: 5652 Schiedsrichter: Mads Hansen, Jesper Madsen |
| 2. August 2024 19:00 Uhr | meiste Tore: K. Yasuhira 8 | (15:15)      | meiste Tore: A. Vlah 14 | Arena Paris Sud 6, Paris Zuschauer: 5652 Schiedsrichter: Mads Hansen, Jesper Madsen |
| 2. August 2024 19:00 Uhr | Strafen: 7×                | Spielbericht | Strafen: 1× 6×          | Arena Paris Sud 6, Paris Zuschauer: 5652 Schiedsrichter: Mads Hansen, Jesper Madsen |

| 4. August 2024 9:00 Uhr | Schweden                   | 40:27        | Japan                     | Arena Paris Sud 6, Paris Zuschauer: 5808 Schiedsrichter: Robert Schulze, Tobias Tönnies |
| 4. August 2024 9:00 Uhr | meiste Tore: S. Karlsson 6 | (16:9)       | meiste Tore: N. Sugioka 9 | Arena Paris Sud 6, Paris Zuschauer: 5808 Schiedsrichter: Robert Schulze, Tobias Tönnies |
| 4. August 2024 9:00 Uhr | Strafen: 2×                | Spielbericht | Strafen: 2×               | Arena Paris Sud 6, Paris Zuschauer: 5808 Schiedsrichter: Robert Schulze, Tobias Tönnies |

| 4. August 2024 14:00 Uhr | Deutschland              | 36:29        | Slowenien                | Arena Paris Sud 6, Paris Schiedsrichter: Lars Jørum, Håvard Kleven |
| 4. August 2024 14:00 Uhr | meiste Tore: K. Häfner 7 | (23:14)      | meiste Tore: K. Horžen 7 | Arena Paris Sud 6, Paris Schiedsrichter: Lars Jørum, Håvard Kleven |
| 4. August 2024 14:00 Uhr | Strafen: 1×              | Spielbericht | Strafen: 1×              | Arena Paris Sud 6, Paris Schiedsrichter: Lars Jørum, Håvard Kleven |

| 4. August 2024 21:00 Uhr | Spanien                     | 32:31        | Kroatien                  | Arena Paris Sud 6, Paris Zuschauer: 5723 Schiedsrichter: Václav Horáček, Jiří Novotný |
| 4. August 2024 21:00 Uhr | meiste Tore: J. Rodríguez 6 | (20:15)      | meiste Tore: L. Klarica 7 | Arena Paris Sud 6, Paris Zuschauer: 5723 Schiedsrichter: Václav Horáček, Jiří Novotný |
| 4. August 2024 21:00 Uhr | Strafen: 2×                 | Spielbericht | Strafen: 1× 6×            | Arena Paris Sud 6, Paris Zuschauer: 5723 Schiedsrichter: Václav Horáček, Jiří Novotný |

#### Gruppe B
| Pl. | Land        | Sp. | S | U | N | Tore      | Diff. | Punkte |
| --- | ----------- | --- | - | - | - | --------- | ----- | ------ |
| 1.  | Dänemark    | 5   | 5 | 0 | 0 | 0165:1330 | +32   | 10     |
| 2.  | Ägypten     | 5   | 3 | 1 | 1 | 0148:1400 | +8    | 7      |
| 3.  | Norwegen    | 5   | 3 | 0 | 2 | 0139:1360 | +3    | 6      |
| 4.  | Frankreich  | 5   | 2 | 1 | 2 | 0129:1310 | −2    | 5      |
| 5.  | Ungarn      | 5   | 1 | 0 | 4 | 0137:1380 | −1    | 2      |
| 6.  | Argentinien | 5   | 0 | 0 | 5 | 0131:1710 | −40   | 0      |

| Legende | Legende                            |
| ------- | ---------------------------------- |
| _       | qualifiziert für das Viertelfinale |

| 27. Juli 2024 11:00 Uhr | Ungarn                 | 32:35        | Ägypten                            | Arena Paris Sud 6, Paris Zuschauer: 5776 Schiedsrichter: Gjorgji Načevski, Slave Nikolov |
| 27. Juli 2024 11:00 Uhr | meiste Tore: B. Imre 7 | (15:19)      | meiste Tore: Y. Omar, A. Adel je 9 | Arena Paris Sud 6, Paris Zuschauer: 5776 Schiedsrichter: Gjorgji Načevski, Slave Nikolov |
| 27. Juli 2024 11:00 Uhr | Strafen: 4×            | Spielbericht | Strafen: 1× 2×                     | Arena Paris Sud 6, Paris Zuschauer: 5776 Schiedsrichter: Gjorgji Načevski, Slave Nikolov |

| 27. Juli 2024 16:00 Uhr | Norwegen                   | 36:31        | Argentinien               | Arena Paris Sud 6, Paris Zuschauer: 5749 Schiedsrichter: Václav Horáček, Jiří Novotný |
| 27. Juli 2024 16:00 Uhr | meiste Tore: T. Grøndahl 8 | (22:15)      | meiste Tore: D. Simonet 5 | Arena Paris Sud 6, Paris Zuschauer: 5749 Schiedsrichter: Václav Horáček, Jiří Novotný |
| 27. Juli 2024 16:00 Uhr | Strafen: 1×                | Spielbericht | Strafen: 3×               | Arena Paris Sud 6, Paris Zuschauer: 5749 Schiedsrichter: Václav Horáček, Jiří Novotný |

| 27. Juli 2024 21:00 Uhr | Dänemark                                 | 37:29        | Frankreich               | Arena Paris Sud 6, Paris Zuschauer: 5739 Schiedsrichter: Robert Schulze, Tobias Tönnies |
| 27. Juli 2024 21:00 Uhr | meiste Tore: M. Gidsel, S. Pytlick je 11 | (18:17)      | meiste Tore: H. Descat 7 | Arena Paris Sud 6, Paris Zuschauer: 5739 Schiedsrichter: Robert Schulze, Tobias Tönnies |
| 27. Juli 2024 21:00 Uhr | Strafen: 1×                              | Spielbericht | Strafen: 1× 4×           | Arena Paris Sud 6, Paris Zuschauer: 5739 Schiedsrichter: Robert Schulze, Tobias Tönnies |

| 29. Juli 2024 14:00 Uhr | Ägypten                            | 27:30        | Dänemark                                  | Arena Paris Sud 6, Paris Zuschauer: 5734 Schiedsrichter: Bojan Lah, David Sok |
| 29. Juli 2024 14:00 Uhr | meiste Tore: Y. Omar, A. Adel je 5 | (9:19)       | meiste Tore: M. Gidsel, T. Arnoldsen je 8 | Arena Paris Sud 6, Paris Zuschauer: 5734 Schiedsrichter: Bojan Lah, David Sok |
| 29. Juli 2024 14:00 Uhr | Strafen: 1× 3×                     | Spielbericht | Strafen: 1× 3×                            | Arena Paris Sud 6, Paris Zuschauer: 5734 Schiedsrichter: Bojan Lah, David Sok |

| 29. Juli 2024 19:00 Uhr | Frankreich             | 22:27        | Norwegen                | Arena Paris Sud 6, Paris Zuschauer: 5602 Schiedsrichter: Ignacio García, Andreu Marín |
| 29. Juli 2024 19:00 Uhr | meiste Tore: D. Mem 10 | (11:16)      | meiste Tore: A. Blonz 7 | Arena Paris Sud 6, Paris Zuschauer: 5602 Schiedsrichter: Ignacio García, Andreu Marín |
| 29. Juli 2024 19:00 Uhr | Strafen: 1×            | Spielbericht | Strafen: 2×             | Arena Paris Sud 6, Paris Zuschauer: 5602 Schiedsrichter: Ignacio García, Andreu Marín |

| 29. Juli 2024 21:00 Uhr | Argentinien               | 25:35        | Ungarn                 | Arena Paris Sud 6, Paris Zuschauer: 5602 Schiedsrichter: Robert Schulze, Tobias Tönnies |
| 29. Juli 2024 21:00 Uhr | meiste Tore: P. Simonet 5 | (12:17)      | meiste Tore: B. Imre 7 | Arena Paris Sud 6, Paris Zuschauer: 5602 Schiedsrichter: Robert Schulze, Tobias Tönnies |
| 29. Juli 2024 21:00 Uhr | Strafen: 4× 2×            | Spielbericht | Strafen: 3×            | Arena Paris Sud 6, Paris Zuschauer: 5602 Schiedsrichter: Robert Schulze, Tobias Tönnies |

| 31. Juli 2024 9:00 Uhr | Norwegen                | 26:25        | Ungarn                                         | Arena Paris Sud 6, Paris Zuschauer: 5772 Schiedsrichter: Bojan Lah, David Sok |
| 31. Juli 2024 9:00 Uhr | meiste Tore: A. Blonz 9 | (11:13)      | meiste Tore: B. Bánhidi, R. Bodó, B. Imre je 6 | Arena Paris Sud 6, Paris Zuschauer: 5772 Schiedsrichter: Bojan Lah, David Sok |
| 31. Juli 2024 9:00 Uhr | Strafen: 4×             | Spielbericht | Strafen: 3×                                    | Arena Paris Sud 6, Paris Zuschauer: 5772 Schiedsrichter: Bojan Lah, David Sok |

| 31. Juli 2024 19:00 Uhr | Frankreich                 | 26:26        | Ägypten                | Arena Paris Sud 6, Paris Zuschauer: 5780 Schiedsrichter: Mirza Kurtagic, Mattias Wetterwik |
| 31. Juli 2024 19:00 Uhr | meiste Tore: L. Fabregas 5 | (11:15)      | meiste Tore: Y. Omar 8 | Arena Paris Sud 6, Paris Zuschauer: 5780 Schiedsrichter: Mirza Kurtagic, Mattias Wetterwik |
| 31. Juli 2024 19:00 Uhr | Strafen: 3×                | Spielbericht | Strafen: 2×            | Arena Paris Sud 6, Paris Zuschauer: 5780 Schiedsrichter: Mirza Kurtagic, Mattias Wetterwik |

| 31. Juli 2024 21:00 Uhr | Dänemark                  | 38:27        | Argentinien              | Arena Paris Sud 6, Paris Zuschauer: 5780 Schiedsrichter: Youcef Belkhiri, Sidali Hamidi |
| 31. Juli 2024 21:00 Uhr | meiste Tore: M. Gidsel 13 | (19:14)      | meiste Tore: J. Parker 6 | Arena Paris Sud 6, Paris Zuschauer: 5780 Schiedsrichter: Youcef Belkhiri, Sidali Hamidi |
| 31. Juli 2024 21:00 Uhr | Strafen: 5×               | Spielbericht | Strafen: 1× 4× 1×        | Arena Paris Sud 6, Paris Zuschauer: 5780 Schiedsrichter: Youcef Belkhiri, Sidali Hamidi |

| 2. August 2024 9:00 Uhr | Ungarn                 | 25:28        | Dänemark                 | Arena Paris Sud 6, Paris Zuschauer: 5764 Schiedsrichter: Ignacio García, Andreu Marín |
| 2. August 2024 9:00 Uhr | meiste Tore: Z. Ilić 5 | (14:16)      | meiste Tore: M. Gidsel 8 | Arena Paris Sud 6, Paris Zuschauer: 5764 Schiedsrichter: Ignacio García, Andreu Marín |
| 2. August 2024 9:00 Uhr | Strafen: 6×            | Spielbericht | Strafen: 1×              | Arena Paris Sud 6, Paris Zuschauer: 5764 Schiedsrichter: Ignacio García, Andreu Marín |

| 2. August 2024 11:00 Uhr | Argentinien              | 21:28        | Frankreich               | Arena Paris Sud 6, Paris Zuschauer: 5764 Schiedsrichter: Ivan Pavićević, Miloš Ražnatović |
| 2. August 2024 11:00 Uhr | meiste Tore: J. Parker 7 | (8:15)       | meiste Tore: H. Descat 8 | Arena Paris Sud 6, Paris Zuschauer: 5764 Schiedsrichter: Ivan Pavićević, Miloš Ražnatović |
| 2. August 2024 11:00 Uhr | Strafen: 4×              | Spielbericht | Strafen: 1×              | Arena Paris Sud 6, Paris Zuschauer: 5764 Schiedsrichter: Ivan Pavićević, Miloš Ražnatović |

| 2. August 2024 21:00 Uhr | Norwegen                   | 25:26        | Ägypten                | Arena Paris Sud 6, Paris Zuschauer: 5652 Schiedsrichter: Robert Schulze, Tobias Tönnies |
| 2. August 2024 21:00 Uhr | meiste Tore: H. Reinkind 7 | (13:14)      | meiste Tore: Y. Omar 7 | Arena Paris Sud 6, Paris Zuschauer: 5652 Schiedsrichter: Robert Schulze, Tobias Tönnies |
| 2. August 2024 21:00 Uhr | Strafen: 2× 1×             | Spielbericht | Strafen: 2×            | Arena Paris Sud 6, Paris Zuschauer: 5652 Schiedsrichter: Robert Schulze, Tobias Tönnies |

| 4. August 2024 11:00 Uhr | Ägypten                                | 34:27        | Argentinien               | Arena Paris Sud 6, Paris Zuschauer: 5808 Schiedsrichter: Ádám Bíró, Olivér Kiss |
| 4. August 2024 11:00 Uhr | meiste Tore: S. El-Deraa, A. Zein je 6 | (14:15)      | meiste Tore: F. Pizarro 6 | Arena Paris Sud 6, Paris Zuschauer: 5808 Schiedsrichter: Ádám Bíró, Olivér Kiss |
| 4. August 2024 11:00 Uhr | Strafen: 4×                            | Spielbericht | Strafen: 1×               | Arena Paris Sud 6, Paris Zuschauer: 5808 Schiedsrichter: Ádám Bíró, Olivér Kiss |

| 4. August 2024 16:00 Uhr | Ungarn                 | 20:24        | Frankreich               | Arena Paris Sud 6, Paris Zuschauer: 5685 Schiedsrichter: Mads Hansen, Jesper Madsen |
| 4. August 2024 16:00 Uhr | meiste Tore: B. Imre 6 | (8:11)       | meiste Tore: E. Prandi 7 | Arena Paris Sud 6, Paris Zuschauer: 5685 Schiedsrichter: Mads Hansen, Jesper Madsen |
| 4. August 2024 16:00 Uhr |                        | Spielbericht | Strafen: 1× 2×           | Arena Paris Sud 6, Paris Zuschauer: 5685 Schiedsrichter: Mads Hansen, Jesper Madsen |

| 4. August 2024 19:00 Uhr | Dänemark                  | 32:25        | Norwegen                   | Arena Paris Sud 6, Paris Zuschauer: 5723 Schiedsrichter: Gjorgji Načevski, Slave Nikolov |
| 4. August 2024 19:00 Uhr | meiste Tore: S. Pytlick 9 | (17:12)      | meiste Tore: H. Reinkind 6 | Arena Paris Sud 6, Paris Zuschauer: 5723 Schiedsrichter: Gjorgji Načevski, Slave Nikolov |
| 4. August 2024 19:00 Uhr | Strafen: 2× 3×            | Spielbericht | Strafen: 4×                | Arena Paris Sud 6, Paris Zuschauer: 5723 Schiedsrichter: Gjorgji Načevski, Slave Nikolov |

### Finalrunde
|  | Viertelfinale | Viertelfinale | Viertelfinale |  |  | Halbfinale | Halbfinale  | Halbfinale |  |  | Finale           | Finale           | Finale           |
|  |               |               |               |  |  |            |             |            |  |  |                  |                  |                  |
|  | A1            | Deutschland   | 35            |  |  |            |             |            |  |  |                  |                  |                  |
|  | B4            | Frankreich    | 34            |  |  |            |             |            |  |  |                  |                  |                  |
|  |               |               |               |  |  |            | Deutschland | 25         |  |  |                  |                  |                  |
|  |               |               |               |  |  |            | Spanien     | 24         |  |  |                  |                  |                  |
|  | A3            | Spanien       | 29            |  |  |            |             |            |  |  |                  |                  |                  |
|  | B2            | Ägypten       | 28            |  |  |            |             |            |  |  |                  |                  |                  |
|  |               |               |               |  |  |            |             |            |  |  |                  | Deutschland      | 26               |
|  |               |               |               |  |  |            |             |            |  |  |                  | Dänemark         | 39               |
|  | B3            | Norwegen      | 28            |  |  |            |             |            |  |  |                  |                  |                  |
|  | A2            | Slowenien     | 33            |  |  |            |             |            |  |  |                  |                  |                  |
|  |               |               |               |  |  |            | Slowenien   | 30         |  |  |                  |                  |                  |
|  |               |               |               |  |  |            | Dänemark    | 31         |  |  | Spiel um Platz 3 | Spiel um Platz 3 | Spiel um Platz 3 |
|  | B1            | Dänemark      | 32            |  |  |            |             |            |  |  |                  | Spanien          | 23               |
|  | A4            | Schweden      | 31            |  |  |            |             |            |  |  |                  | Slowenien        | 22               |

#### Viertelfinale
| 7. August 2024 9:30 Uhr | Spanien                 | 29:28 n. V.     | Ägypten                    | Stade Pierre-Mauroy, Lille Zuschauer: 25697 Schiedsrichter: Václav Horáček, Jiří Novotný |
| 7. August 2024 9:30 Uhr | meiste Tore: A. Gómez 9 | (8:12), (25:25) | meiste Tore: Y. El-Deraa 8 | Stade Pierre-Mauroy, Lille Zuschauer: 25697 Schiedsrichter: Václav Horáček, Jiří Novotný |
| 7. August 2024 9:30 Uhr | Strafen: 2×             | Spielbericht    | Strafen: 5×                | Stade Pierre-Mauroy, Lille Zuschauer: 25697 Schiedsrichter: Václav Horáček, Jiří Novotný |

| 7. August 2024 13:30 Uhr | Deutschland               | 35:34 n. V.      | Frankreich             | Stade Pierre-Mauroy, Lille Zuschauer: 27014 Schiedsrichter: Mads Hansen, Jesper Madsen |
| 7. August 2024 13:30 Uhr | meiste Tore: R. Uščins 14 | (14:17), (29:29) | meiste Tore: D. Mem 10 | Stade Pierre-Mauroy, Lille Zuschauer: 27014 Schiedsrichter: Mads Hansen, Jesper Madsen |
| 7. August 2024 13:30 Uhr | Strafen: 3×               | Spielbericht     | Strafen: 1× 6×         | Stade Pierre-Mauroy, Lille Zuschauer: 27014 Schiedsrichter: Mads Hansen, Jesper Madsen |

| 7. August 2024 17:30 Uhr | Dänemark                  | 32:31        | Schweden                | Stade Pierre-Mauroy, Lille Zuschauer: 26449 Schiedsrichter: Charlotte Bonaventura, Julie Bonaventura |
| 7. August 2024 17:30 Uhr | meiste Tore: S. Pytlick 9 | (16:16)      | meiste Tore: F. Claar 7 | Stade Pierre-Mauroy, Lille Zuschauer: 26449 Schiedsrichter: Charlotte Bonaventura, Julie Bonaventura |
| 7. August 2024 17:30 Uhr | Strafen: 2× 3×            | Spielbericht | Strafen: 1× 4×          | Stade Pierre-Mauroy, Lille Zuschauer: 26449 Schiedsrichter: Charlotte Bonaventura, Julie Bonaventura |

| 7. August 2024 21:30 Uhr | Norwegen                | 28:33        | Slowenien               | Stade Pierre-Mauroy, Lille Zuschauer: 26406 Schiedsrichter: Ignacio García, Andreu Marín |
| 7. August 2024 21:30 Uhr | meiste Tore: A. Blonz 7 | (12:16)      | meiste Tore: A. Vlah 11 | Stade Pierre-Mauroy, Lille Zuschauer: 26406 Schiedsrichter: Ignacio García, Andreu Marín |
| 7. August 2024 21:30 Uhr | Strafen: 4×             | Spielbericht | Strafen: 1×             | Stade Pierre-Mauroy, Lille Zuschauer: 26406 Schiedsrichter: Ignacio García, Andreu Marín |

#### Halbfinale
| 9. August 2024 16:30 Uhr | Deutschland              | 25:24        | Spanien                     | Stade Pierre-Mauroy, Lille Zuschauer: 22745 Schiedsrichter: Gjorgji Načevski, Slave Nikolov |
| 9. August 2024 16:30 Uhr | meiste Tore: R. Uščins 6 | (12:12)      | meiste Tore: D. Fernández 5 | Stade Pierre-Mauroy, Lille Zuschauer: 22745 Schiedsrichter: Gjorgji Načevski, Slave Nikolov |
| 9. August 2024 16:30 Uhr | Strafen: 1×              | Spielbericht | Strafen: 1×                 | Stade Pierre-Mauroy, Lille Zuschauer: 22745 Schiedsrichter: Gjorgji Načevski, Slave Nikolov |

| 9. August 2024 21:30 Uhr | Slowenien                            | 30:31        | Dänemark                          | Stade Pierre-Mauroy, Lille Zuschauer: 22329 Schiedsrichter: Václav Horáček, Jiří Novotný |
| 9. August 2024 21:30 Uhr | meiste Tore: D. Bombač, A. Vlah je 7 | (10:15)      | meiste Tore: M. Landin Jacobsen 6 | Stade Pierre-Mauroy, Lille Zuschauer: 22329 Schiedsrichter: Václav Horáček, Jiří Novotný |
| 9. August 2024 21:30 Uhr | Strafen: 3×                          | Spielbericht | Strafen: 1×                       | Stade Pierre-Mauroy, Lille Zuschauer: 22329 Schiedsrichter: Václav Horáček, Jiří Novotný |

#### Spiel um Bronze
| 11. August 2024 9:00 Uhr | Spanien                 | 23:22        | Slowenien                 | Stade Pierre-Mauroy, Lille Zuschauer: 17242 Schiedsrichter: Mads Hansen, Jesper Madsen |
| 11. August 2024 9:00 Uhr | meiste Tore: A. Gómez 5 | (12:12)      | meiste Tore: J. Dolenec 6 | Stade Pierre-Mauroy, Lille Zuschauer: 17242 Schiedsrichter: Mads Hansen, Jesper Madsen |
| 11. August 2024 9:00 Uhr | Strafen: 2×             | Spielbericht | Strafen: 3×               | Stade Pierre-Mauroy, Lille Zuschauer: 17242 Schiedsrichter: Mads Hansen, Jesper Madsen |

#### Finale
| 11. August 2024 13:30 Uhr | Deutschland             | 26:39        | Dänemark                  | Stade Pierre-Mauroy, Lille Zuschauer: 27328 Schiedsrichter: Bojan Lah, David Sok |
| 11. August 2024 13:30 Uhr | meiste Tore: J. Knorr 6 | (12:21)      | meiste Tore: M. Gidsel 11 | Stade Pierre-Mauroy, Lille Zuschauer: 27328 Schiedsrichter: Bojan Lah, David Sok |
| 11. August 2024 13:30 Uhr | Strafen: 1×             | Spielbericht | Strafen: 1×               | Stade Pierre-Mauroy, Lille Zuschauer: 27328 Schiedsrichter: Bojan Lah, David Sok |

## Statistiken

### Platzierungen
Die Plätze 1 bis 4 wurden direkt ausgespielt.
Die Verlierer der Viertelfinalspiele (Frankreich, Ägypten, Norwegen und Schweden) wurden aufgrund der Ergebnisse aus den beiden Vorrundengruppen auf den Plätzen 5 bis 8 des Olympischen Turniers platziert: Ägypten war Vorrundenzweiter der Gruppe A und wurde auf Platz 5 gesetzt, vor dem Gruppendritten der Gruppe B, Norwegen. Schweden und Frankreich belegten in ihrer Gruppen jeweils Platz 4, wobei die Schweden mit den erzielten sechs Punkten auf Platz 7 vor den Franzosen mit ihren fünf Punkten auf Platz 8 das Turnier beendeten.
Die nicht für das Viertelfinale qualifizierten Teams wurden ebenfalls entsprechend ihrer Vorrundenplatzierung auf die Plätze 9 bis 12 gesetzt. Kroatien als Fünfter der Gruppe A kam mit vier Punkten auf Platz 9 vor dem Fünften der Gruppe B, Ungarn, das zwei Punkte hatte. Japan als Gruppensechster (A) kam punktlos auf Platz 11 vor dem ebenso punktlosen Argentinien, das mit der im Vergleich der beiden Teams schlechteren Tordifferenz das Turnier auf Platz 12 beendete.
| Rang | Team        | Spiele | Tore | Spieler |
| ---- | ----------- | ------ | ---- | --- |
| 1    | Dänemark    | 8      | 267  | Lasse Bredekjær Andersson (eingesetzt in 1 Spiele, 0 Tore geworfen), Mathias Gidsel (8/62), Simon Hald Jensen (2/1), Mikkel Hansen (8/29), Emil Manfeldt Jakobsen (8/13), Niclas Kirkeløkke (8/12), Magnus Landin Jacobsen (8/15), Niklas Landin Jacobsen (8/1), Lukas Lindhard Jørgensen (6/26), Rasmus Lauge Schmidt (8/23), Hans Lindberg (8/3), Henrik Møllgaard Jensen (8/0), Emil Nielsen (8/0), Simon Pytlick (8/54), Magnus Saugstrup (7/9), Thomas Sommer Arnoldsen (8/19)                |
| 2    | Deutschland | 8      | 248  | Rune Dahmke (eingesetzt in 7 Spiele, 11 Tore geworfen), Justus Fischer (2/0), Johannes Golla (8/37), Marko Grgić (8/16), Kai Häfner (8/12), Tim Hornke (1/0), Sebastian Heymann (8/20), Julian Köster (8/18), Juri Knorr (8/33), Jannik Kohlbacher (7/7), Lukas Mertens (8/17), David Späth (8/1), Christoph Steinert (8/13), Renārs Uščins (8/52), Luca Witzke (7/11), Andreas Wolff (8/0) |
| 3    | Spanien     | 8      | 227  | Gonzalo Pérez de Vargas (eingesetzt in 8 Spielen, 0 Tore geworfen, 82 Paraden), Rodrigo Corrales (8/0/24), Álex Dujshebaev (8/19), Ian Tarrafeta (8/23), Jorge Maqueda (8/9), Imanol Garciandía (8/10), Agustín Casado (8/24), Daniel Dujshebaev (8/19), Aleix Gómez (8/48), Kauldi Odriozola (8/16), Miguel Sánchez-Migallón (8/5), Daniel Fernández (8/28), Abel Serdio (8/13), Javier Rodríguez (7/11), Adrià Figueras (1/2) siehe auch: Olympische Sommerspiele 2024/Handball – Männer/Spanien |
| 4    | Slowenien   | 8      | 225  | Blaž Blagotinšek (eingesetzt in 8 Spielen, 10 Tore geworfen), Dean Bombač (8/22), Nejc Cehte (4/3), Jure Dolenec (8/24), Klemen Ferlin (7/0), Matej Gaber (6/3), Nik Henigman (3/4), Kristjan Horžen (5/11), Blaž Janc (8/43), Staš Jovičić Slatinek (8/3), Urh Kastelic (1/0), Tilen Kodrin (8/16), Urban Lesjak (8/0), Borut Mačkovšek (6/15), Domen Novak (8/8), Aleks Vlah (8/56), Miha Zarabec (8/7)                                                                                          |
| 5    | Ägypten     | 6      | 176  | Abdelrahman Abdou (eingesetzt in 6 Spielen / 0 Tore geworfen), Mohab Abdelhak (5/4), Ahmed Adel (6/29), Mohamed Aly (6/0), Seif El-Deraa (6/20), Yehia El-Deraa (6/24), Ibrahim El-Masry (6/3), Omar El-Wakil (6/13), Karim Hendawy (6/0), Ahmed Hesham (6/17), Yahia Omar (6/31), Mohammad Sanad (6/12), Mohamed Tarek (6/2), Akram Yousri (1/5), Ali Zein (6/16) |
| 6    | Norwegen    | 6      | 167  | Vetle Eck Aga (eingesetzt in 6 Spielen / 0 Tore geworfen), Sebastian Barthold (6/10), Torbjørn Bergerud (6/0), Kristian Bjørnsen (6/21), Alexander Blonz (6/29), Tobias Grøndahl (6/24), Magnus Gullerud (6/4), Simen Ulstad Lyse (6/19), Christian O’Sullivan (6/1), Petter Øverby (6/10), Harald Reinkind (6/23), Sander Sagosen (6/15), Kristian Sæverås (6/0), Gabriel Setterblom (6/11) |
| 7    | Schweden    | 6      | 189  | Oscar Bergendahl (eingesetzt in 6 Spielen / 14 Tore geworfen), Jonathan Carlsbogård (6/14), Felix Claar (4/12), Max Darj (4/4), Jonathan Edvardsson (3/7), Jim Gottfridsson (5/11), Sebastian Karlsson (6/24), Albin Lagergren (6/20), Felix Möller (4/7), Andreas Palicka (6/2), Lucas Pellas (6/19), Daniel Pettersson (3/2), Lukas Sandell (6/18), Tobias Thulin (6/10), Karl Wallinius (6/10), Hampus Wanne (6/25)                                                                             |
| 8    | Frankreich  | 6      | 163  | Hugo Descat (eingesetzt in 6 Spielen / 34 Tore geworfen), Rémi Desbonnet (6/0), Ludovic Fabregas (6/17), Vincent Gérard (6/0), Luka Karabatic (6/1), Nikola Karabatic (6/6), Karl Konan (6/1), Yanis Lenne (3/4), Dika Mem (6/37), Aymeric Minne (3/3), Dylan Nahi (3/4), Valentin Porte (6/10), Elohim Prandi (6/21), Nedim Remili (6/12), Melvyn Richardson (6/7), Nicolas Tournat (3/6) |
| 9    | Kroatien    | 5      | 148  | Luka Cindrić (eingesetzt in 5 Spielen / 15 Tore geworfen), Domagoj Duvnjak (5/14), Nikola Grahovac (5/1), Luka Lovre Klarica (5/7), Dominik Kuzmanović (5/0), Tin Lučin (5/8), Matej Mandić (5/0), Ivan Martinović (5/32), Lovro Mihić (5/12), Veron Načinović (5/10), Josip Šarac (5/2), Marin Šipić (5/8), Mario Šoštarić (5/24), Zvonimir Srna (5/15) |
| 10   | Ungarn      | 5      | 137  | Gábor Ancsin (eingesetzt in 5 Spielen / 13 Tore geworfen), Bence Bánhidi (5/17), László Bartucz (4/0), Richárd Bodó (5/19), Bendegúz Bóka (5/9), Gergő Fazekas (5/10), Egon Hanusz (1/0), Zoran Ilić (5/9), Bence Imre (4/26), Máté Lékai (5/13), Patrik Ligetvári (5/1), Roland Mikler (2/0), Kristóf Palasics (4/0), Pedro Rodríguez Álvarez (3/2), Miklós Rosta (3/8), Adrián Sipos (5/0), Zoltán Szita (4/10)                                                                                  |
| 11   | Japan       | 5      | 143  | Naoki Sugioka (eingesetzt in 5 Spielen / 15 Tore geworfen), Kōsuke Yasuhira (5/30), Adam Yuki Baig (5/11), Shinnosuke Tokuda (5/8), Jin Watanabe (5/8), Hiroyasu Tamakawa (5/4), Hiroki Motoki (5/14), Tatsuki Yoshino (5/5), Naoki Fujisaka (5/25), Tomoya Sakurai (5/4), Sōta Takano (5/1), Shūichi Yoshida (5/18), Takumi Nakamura (5/1), Daisuke Okamoto (5/1) |
| 12   | Argentinien | 5      | 131  | Juan Bar (eingesetzt in 5 Spielen / 0 Tore geworfen), Nicolás Bonanno (5/1), Nicolás Bono (5/7), Federico Fernández (5/7), Guillermo Fischer (2/0), Leonel Maciel (5/0), Pedro Martínez Cami (5/6), Lucas Moscariello (5/15), Gastón Mouriño (5/5), Andrés Moyano (5/13), James Parker (5/24), Federico Pizarro (5/16), Ignacio Pizarro (5/12), Diego Simonet (2/7), Pablo Simonet (5/18) |

### Torschützenliste nach Torerfolgen
| Rang | Spieler        | Tore | davon 7 m | Würfe | Effizienz (Treff- quote) | Spiele | Spiel- zeit (h:mm) |
| ---- | -------------- | ---- | --------- | ----- | ------------------------ | ------ | ------------------ |
| 1    | Mathias Gidsel | 62   | 0         | 83    | 75 %                     | 8      | 7:39               |
| 2    | Aleks Vlah     | 56   | 08        | 87    | 64 %                     | 8      | 4:45               |
| 3    | Simon Pytlick  | 54   | 0         | 79    | 68 %                     | 8      | 4:49               |
| 4    | Renārs Uščins  | 52   | 03        | 76    | 68 %                     | 8      | 5:40               |
| 5    | Aleix Gómez    | 48   | 19        | 61    | 79 %                     | 8      | 5:12               |
| 6    | Blaž Janc      | 43   | 0         | 58    | 74 %                     | 8      | 6:56               |
| 7    | Johannes Golla | 37   | 0         | 47    | 79 %                     | 8      | 6:55               |
| 7    | Dika Mem       | 37   | 0         | 60    | 62 %                     | 6      | 4:41               |
| 9    | Hugo Descat    | 34   | 15        | 45    | 76 %                     | 6      | 4:26               |
| 10   | Juri Knorr     | 33   | 0         | 52    | 63 %                     | 8      | 4:05               |

### Beste Torhüter nach Fangquote
| Rang | Spieler                 | gehalten | Würfe auf sein Tor | Effizienz (Fang- quote) | Spiele | Spiel- zeit (h:mm) |
| ---- | ----------------------- | -------- | ------------------ | ----------------------- | ------ | ------------------ |
| 1    | Roland Mikler           | 23       | 058                | 40 %                    | 2      | 1:29               |
| 2    | Vincent Gérard          | 68       | 192                | 35 %                    | 6      | 4:36               |
| 3    | Tobias Thulin           | 35       | 102                | 34 %                    | 6      | 2:26               |
| 4    | Dominik Kuzmanović      | 56       | 171                | 33 %                    | 5      | 3:40               |
| 4    | Gonzalo Pérez de Vargas | 82       | 251                | 33 %                    | 8      | 5:58               |
| 6    | Mohamed Aly             | 46       | 142                | 32 %                    | 6      | 3:44               |
| 6    | Rodrigo Corrales        | 24       | 074                | 32 %                    | 8      | 1:47               |
| 6    | Klemen Ferlin           | 56       | 177                | 32 %                    | 8      | 4:31               |
| 9    | Emil Nielsen            | 48       | 157                | 31 %                    | 8      | 3:41               |
| 9    | Kristóf Palasics        | 33       | 107                | 31 %                    | 4      | 2:44               |
| 9    | Andreas Palicka         | 46       | 147                | 31 %                    | 6      | 3:13               |
| 9    | David Späth             | 40       | 131                | 31 %                    | 8      | 2:59               |
| 9    | Andreas Wolff           | 66       | 210                | 31 %                    | 8      | 4:47               |

### Allstar-Team
| Position                    | Spieler                  | Land        |
| --------------------------- | ------------------------ | ----------- |
| Tor:                        | Niklas Landin Jacobsen   | Dänemark    |
| Linksaußen:                 | Daniel Fernández Jiménez | Spanien     |
| Rückraum links:             | Simon Pytlick            | Dänemark    |
| Rückraum Mitte:             | Juri Knorr               | Deutschland |
| Rückraum rechts:            | Renārs Uščins            | Deutschland |
| Rechtsaußen:                | Blaž Janc                | Slowenien   |
| Kreis:                      | Lukas Lindhard Jørgensen | Dänemark    |
| MVP (Wertvollster Spieler): | Mathias Gidsel           | Dänemark    |

Quelle: 

### Rekorde
Das dänische Team konnte im Finalspiel gegen Deutschlands Auswahl gleich drei Rekorde aufstellen: Kein Team schaffte bei den Olympischen Handballwettbewerben zuvor zur Halbzeit 21 Tore und kein Team insgesamt 39 Tore in einem Finalspiel. Zudem schaffte kein Team zuvor in einem Finalspiel eine Tordifferenz von 13 Toren.
Mathias Gidsel erzielte mit 62 Toren so viele wie nie zuvor ein Spieler; sein Teammitglied Mikkel Hansen hatte in Tokio 2021 insgesamt 61 Treffer erzielt. Gidsel wurde zudem auch als Erster überhaupt Torschützenkönig bei Weltmeisterschaft (2023), Europameisterschaft (2024) und den Olympischen Spielen (2024).